# Дмитро Ціпивник
Дмитро Ціпивник (15 квітня 1927, Бруксбі, Саскачеван, Канада — 9 березня 2003, Саскатун, Канада) — український громадсько-політичний діяч, Доктор медицини. Президент Світового Конґресу Українців (1993—1998). Був одним із провідників Союзу Українців Самостійників. 

## Життєпис
Закінчив університет в Саскачевані, де отримав медичну освіту. Займався приватною психіатричною практикою. Викладав пихіатрию в університеті, був автором чисельних праць із психіатрії. 
Брав активну участь в українському громадському житті. Був Президентом Конґресу Українців Канади (1986-1992), Президентом Канадської багатокультурної ради, Президентом Світового Конґресу Українців (1993-1998), головою Провінційної Ради Конґресу Українців Канади, Головою дорадчого Комітету при Саскачеванському уряді для зв'язків між канадським Саскачеваном та Україно. Був членом офіційної канадської делегації для налагодження контактів між Україною та Канадою. За його сприяння Канада одна з перших визнала незалежність України. Сприяв святкуванню в Канаді 1000-річчя Хрещення Руси-України та 10-ліття переселення українців Канади. 

## Нагороди та відзнаки
- Орден Канади
- Шевченківська медаль Конґресу Українців Канади
- Орден За заслуги.